# Millionaire Chess

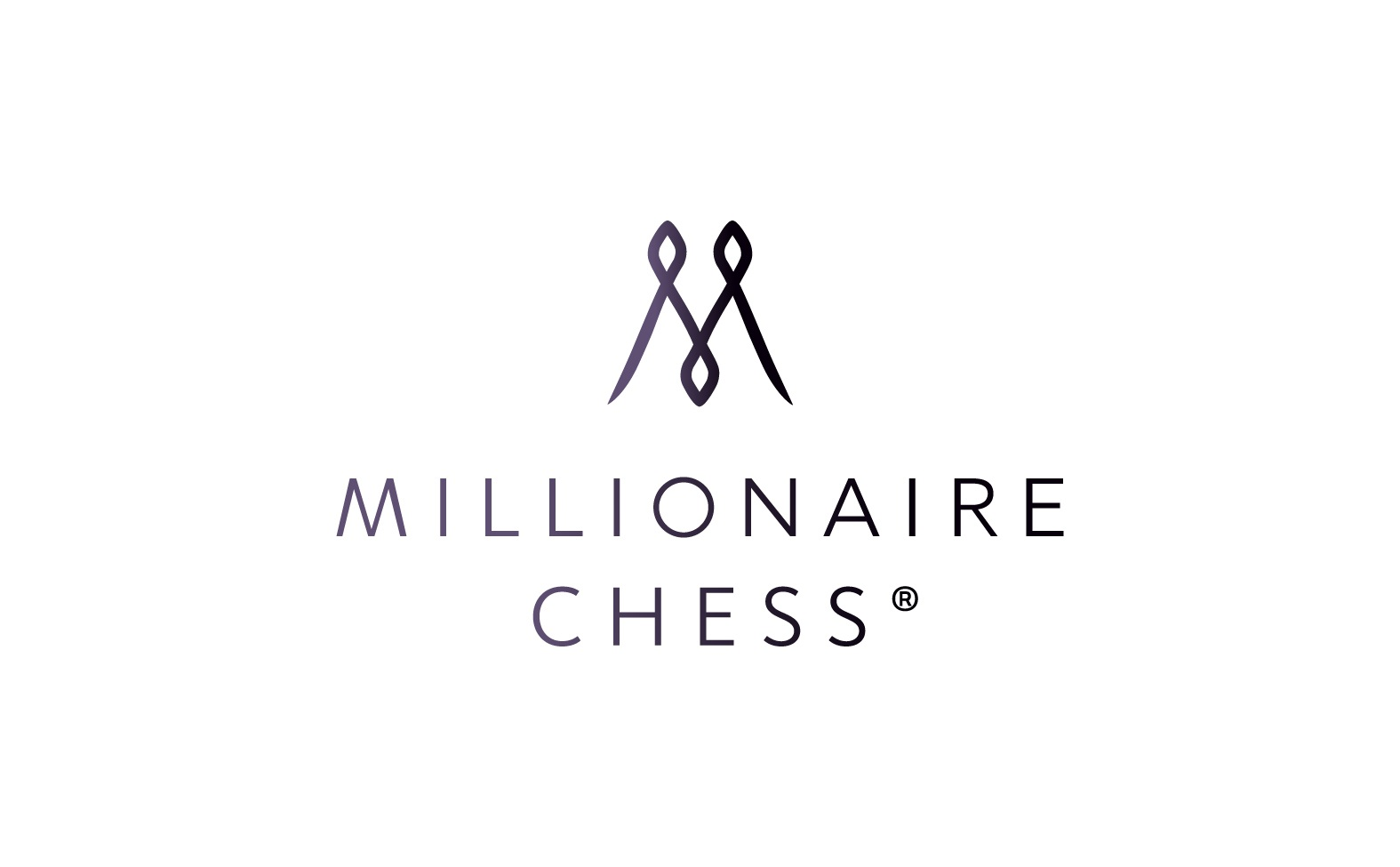
Logo des Veranstalters

Das Millionaire Chess, auch bezeichnet als Millionaire Chess Open, ist ein seit 2014 in den USA organisiertes öffentliches Schachturnier für professionelle Schachspieler und Amateure. Mit einem Preisgeld von $1.000.000 ist es das am höchsten dotierte offene Schachturnier weltweit.

## Turniersieger
| Jahr | Turniersieger   | 2. Platz      | 3. Platz       |
| ---- | --------------- | ------------- | -------------- |
| 2014 | Wesley So       | Ray Robson    | Yu Yangyi      |
| 2015 | Hikaru Nakamura | Lê Quang Liêm | Alex Lenderman |
| 2016 | Dariusz Świercz | Gawain Jones  | Jianchao Zhao  |

## Millionaire Chess Open 2014

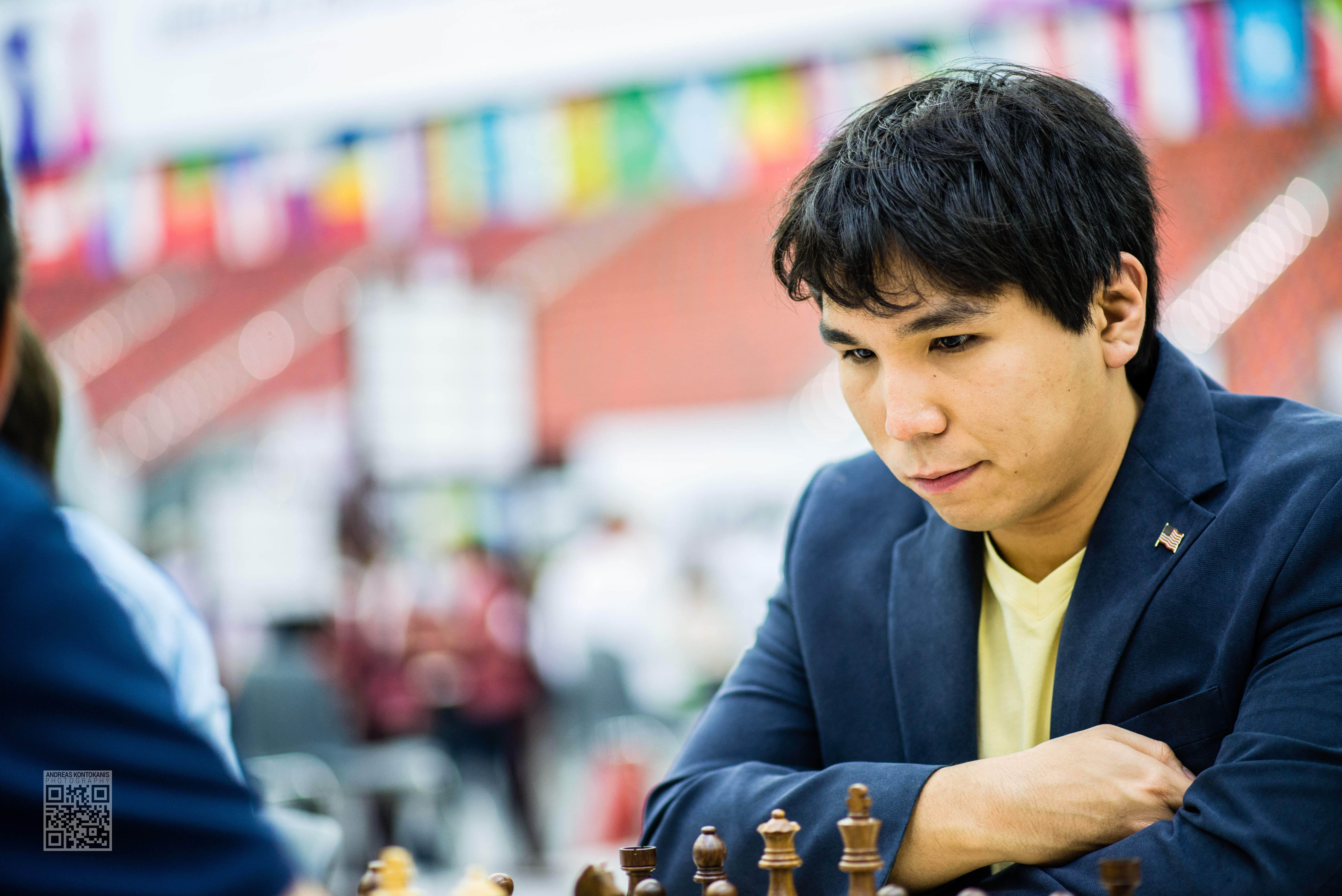
Wesley So, Sieger von 2014

Das erste Turnier fand vom 9. bis 13. Oktober 2014 in Las Vegas statt. Es wurde in 6 Turniere unterteilt, darunter das Open und weitere Turniere mit Spielklassen von 1400 bis 2200 Elo. Der Großmeister Wesley So gewann das Turnier im Finale gegen Ray Robson, erhielt ein Preisgeld von US$ 100.000. Dritter des Turnieres wurde der chinesische Großmeister Yu Yangyi. Neben dem Hauptturnier wurden die jeweiligen Turniersieger der jeweiligen Spielklassenturniere mit $40 000 und US$24.000 honoriert.

## Millionaire Chess Open 2015
Die zweite Auflage des Millionaire Chess Open wurde vom 8. bis 15. Oktober 2015 ausgetragen. Im Vergleich zum ersten Jahr wurden die Spielklassenturniere von 1400 Elo und 1600 Elo in ein ganzes Turnier zusammengefasst. Turniersieger wurde Hikaru Nakamura vor Lê Quang Liêm und Aleksandr Lenderman. Hierbei schied der Titelverteidiger Wesley So im Open mit dem 6. Platz vor der KO-Phase aus.

## Millionaire Chess Open 2016
Verglichen zu den ersten beiden Turnieren wurde das dritte Turnier, das im Zeitraum vom 6. bis 11. Oktober 2016 stattfand, in Atlantic City veranstaltet. Der polnische Großmeister Dariusz Świercz gewann das Turnier durch einen Sieg im Finale gegen Gawain Jones.